# Дворец правосудия нации (Аргентина)
Дворец правосудия нации (исп. Palacio de Justicia de la Nación) — резиденция Верховного суда Аргентины. Расположен в районе Сан-Николас, Буэнос-Айрес, Аргентина.

## Строительство здания

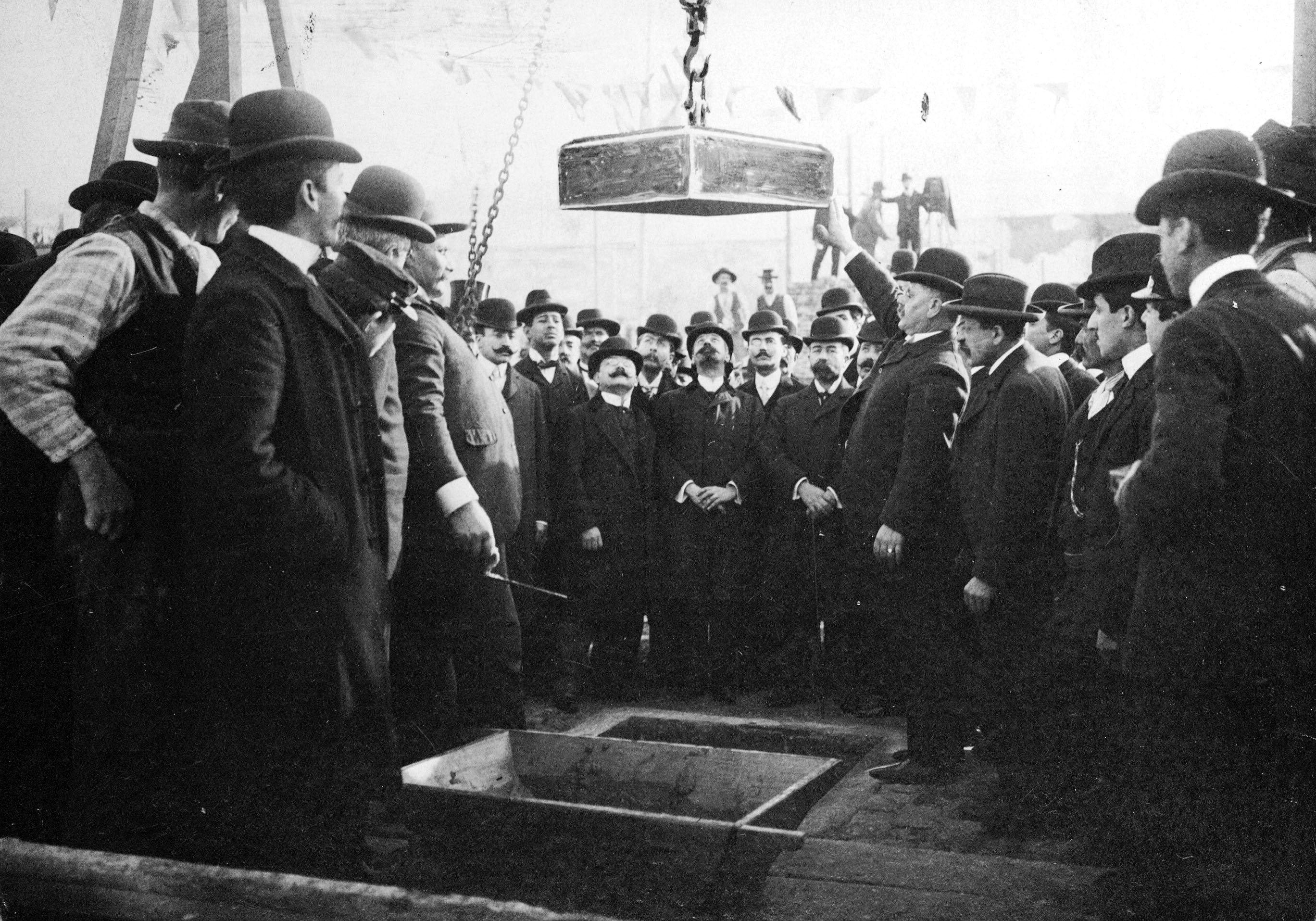
Начало строительства в 1904 году.

Здание было спроектировано французским архитектором Норбертом Майяром в 1889 году во время президентства Мигеля Хуареса Селмана, но ситуация в 1890 году парализовала начало строительства почти на 20 лет. Только во время второго президентства Хулио А. Рока проект был возобновлен, было одобрено начало работ в 1904 году и начало строительства в 1905 году.
Хотя Дворец правосудия был открыт в 1910 году президентом Хосе Фигероа Алькорта в рамках 100-летия майской революции. Однако многое еще было не доделано и сам Верховный суд переехал в новое здание только в 1912 году, после чего Майларт завершил свою работу и покинул Аргентину. В 1914 году, в связи с началом Первой мировой войны и административных и бюджетных проблем, работа по достройке здания была приостановлена, возобновлена только в 1920-х годах.
В 1925 году первоначальный проект был изменен из-за роста количества судебных работников, так что первоначальный вариант здания, в частности мансарда, была перестроена в еще один этаж. В этот момент к фасаду были добавлены две статуи которые поддерживают таблицы законов. Несмотря на это, в интерьерах отсутствовали многочисленные детали.
Окончательно, здание было закончено только в 1942 году, когда Зал ожидания был завершен и президент Рамон Кастильо присутствовал при церемонии открытия памятника Христу, подаренного губернатором провинции Санта-Фе. Современные ворота будут размещены только в 1973 году.
Здание пребывало десятилетия без надлежащего технического обслуживания. Реставрация здания проходила поэтапно вместе с интерьерами в период с 2002 по 2007 год. В это время были отремонтированы основные фасады здания (по улицам Талькауано и Уругвай). В 2010 году начались работы по ремонту оставшейся части здания, по улицам Виамонте и Лаваль, благодаря чему внешний вид здания восстановил свой первоначальный вид.

## Особенности
Внутри здания находится статуя «Юстиция» Роджелио Ируртии, бюст Хосе де Сан Мартина Луиса Перлотти и копия флага Анд, а также «Зал Чести» и Зал ожидания Верховного Суда Нации. Для создания многочисленных орнаментов фасада, был приглашён архитектор Вирджинио Коломбо из Милана, ставший одним из самых ярких представителей современного модерна в местной архитектуре.

### Критика
Дворец правосудия был объектом многочисленных критических замечаний относительно концепции его фасада, который, как правило, считался слишком тяжелым.

## Галерея

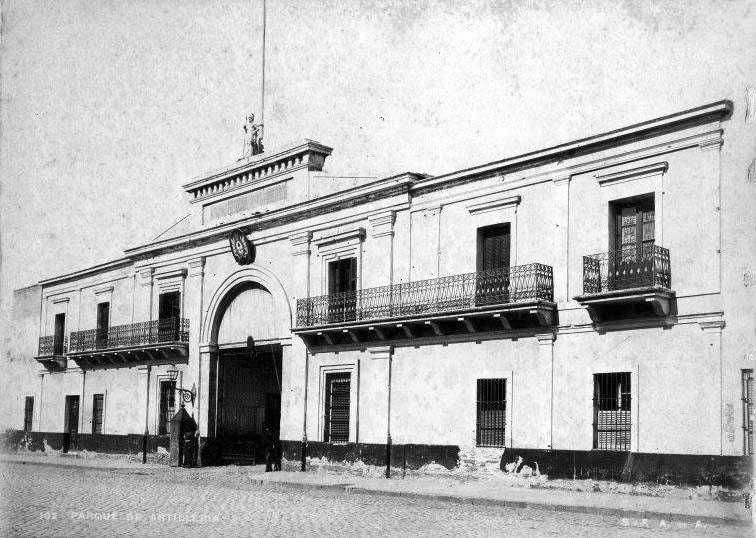
Артиллерийский склад. На этом месте будет построен Дворец правосудия
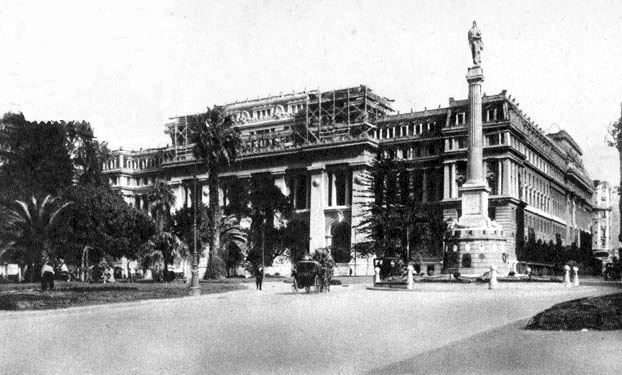
Здание в процессе строительства (1910)
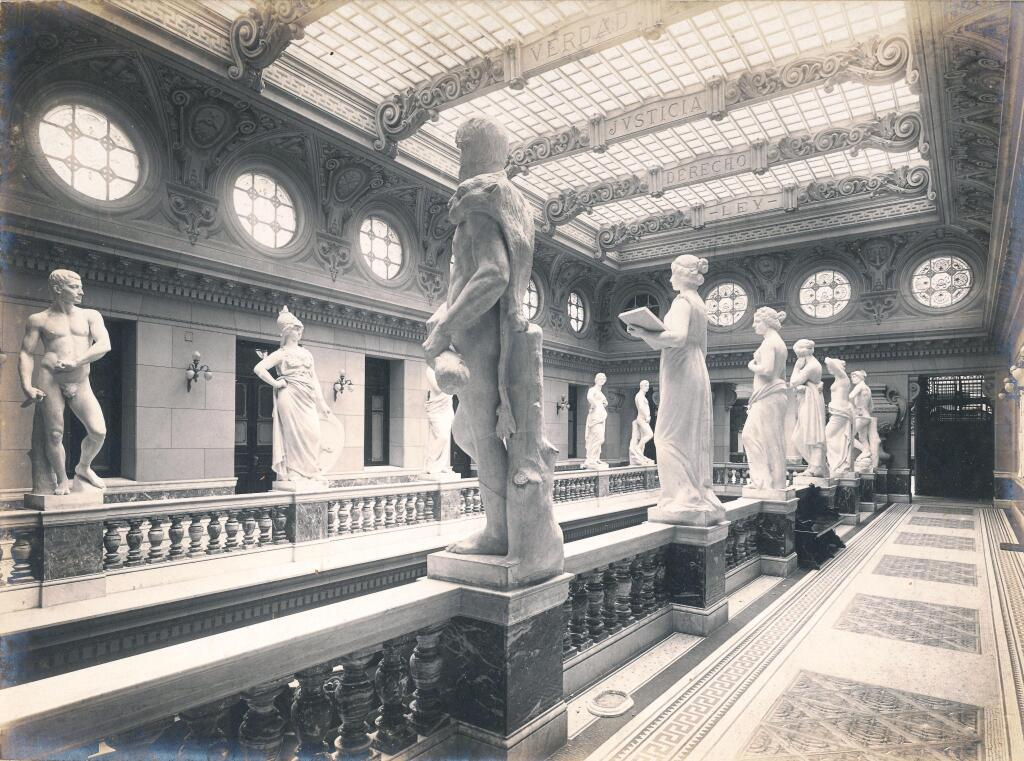
Интерьер здания

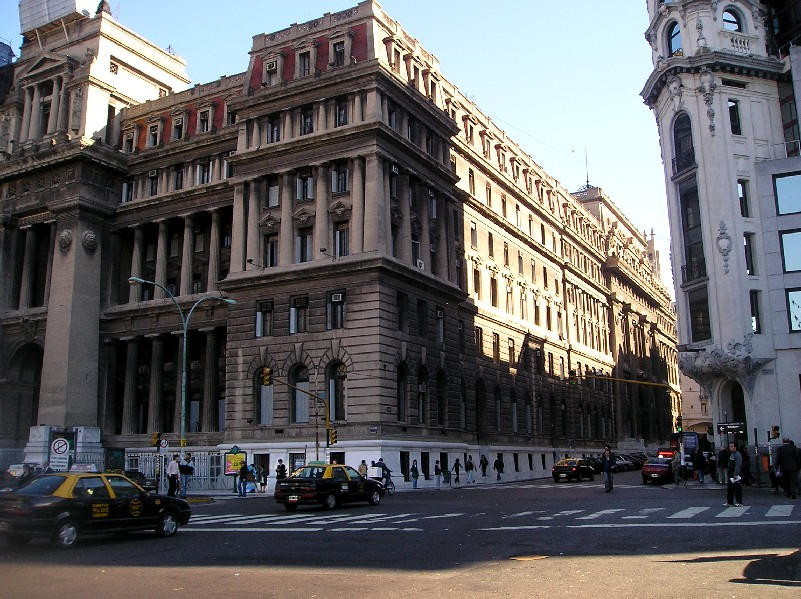
Здание Дворца правосудия нации и здание Мирадор Массу
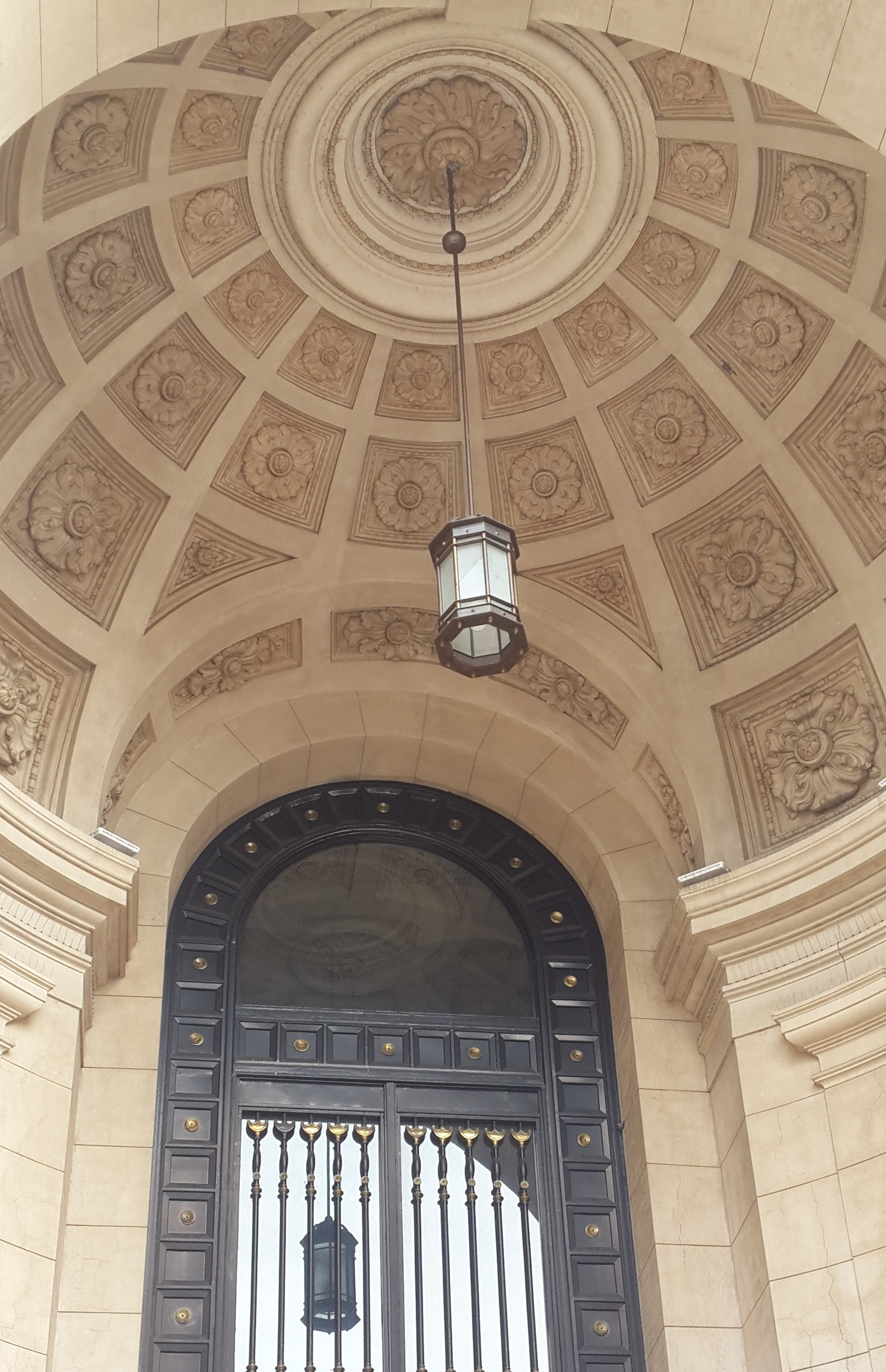
Интерьер здания
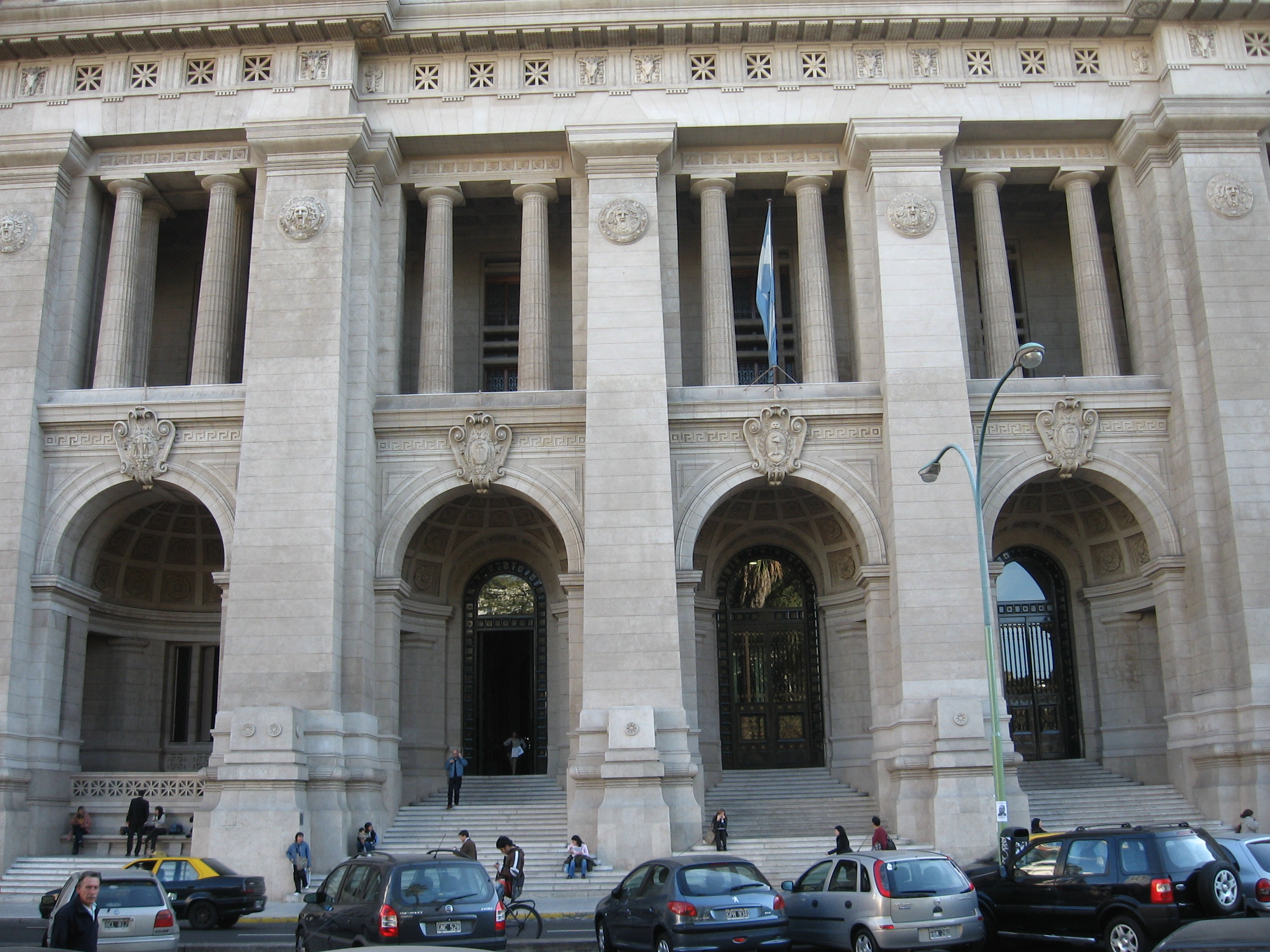
Главный вход
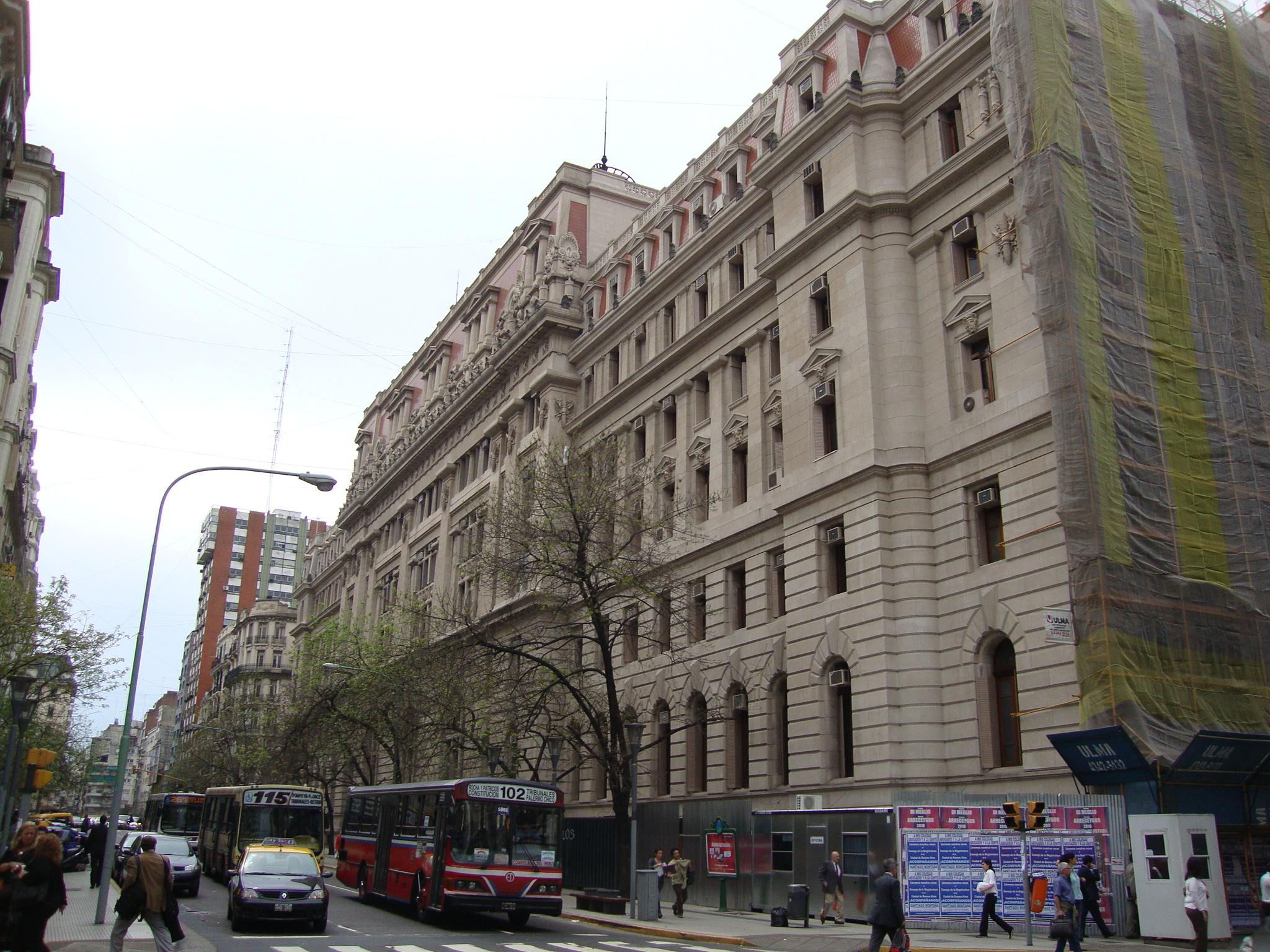
Фасад здания (улица Уругвай)
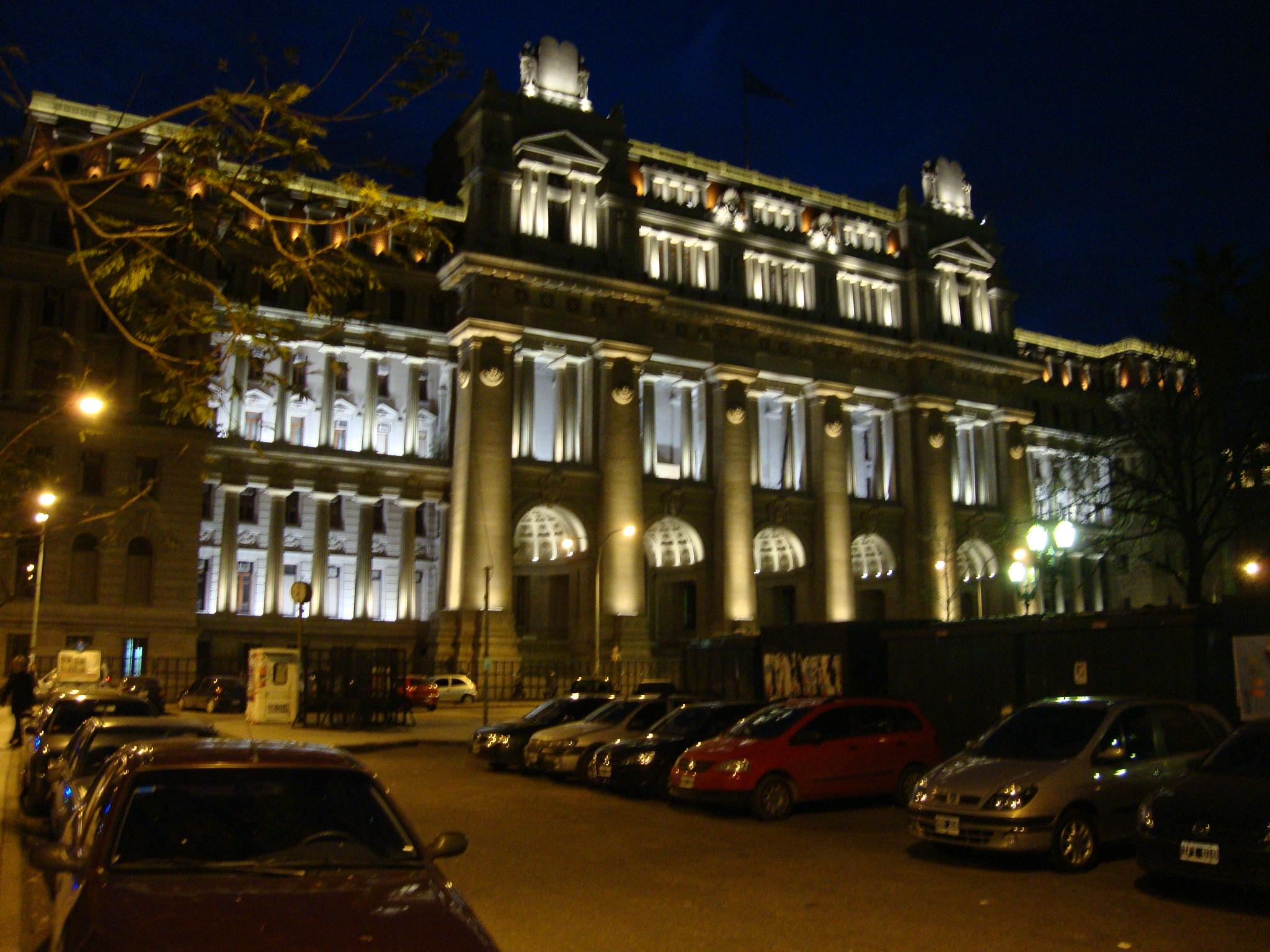
Здание ночью